# Інвестиційний фонд
Інвестиці́йний фонд (англ. investment fund, англ. collective investment scheme) — один з учасників фондового ринку. Інвестиційний фонд акумулює кошти інвесторів та передає їх в управління інвестиційному управляючому. Поряд із депозитами в банках, вклади в інвестиційних фондах є найпопулярнішими інструментами для збереження та примноження заощаджень приватних осіб[джерело?].
Інвестиційний фонд — це спосіб інвестування грошей для групи інвесторів за якого вартість інвестування цільових об'єктів розподіляється поміж всіх них. Такий фонд може мати за мету набагато ширше коло об'єктів для інвестування, ніж можуть собі дозволити окремі інвестори.
Термінологія щодо інвестиційних фондів відрізняється у різних країнах, але в більшості випадків їх називають колективним інвестуванням, інвестиційними фондами, керованими фондами, взаємними фондами, або просто фондами (примітка: термін «взаємний фонд» має особливе значення у США). У всьому світі великі ринки мають розвинену інфраструктуру інвестиційних фондів, які складають велику частину від усього обсягу комерційної діяльності на фондових біржах.
Інвестиційні фонди керуються широким діапазоном інвестиційних цілей, які можуть бути або спрямовані на специфічні географічні регіони (наприклад країни Європи що розвиваються), або такі що стосуються специфічних областей життєдіяльності (наприклад, Інформаційні технології). Зазвичай, у тій чи іншій країні існує чітко виражена тенденція інвестувати значною мірою у свій власний ринок, тобто у національні компанії. Це зумовлено законодавчою базою, політикою країни, національною близькістю до об'єкта інвестування, а також зниженим ризиком щодо можливих валютних коливань. Ті чи інші інвестори під час обрання фонду для інвестування частіш за все керуються саме заявленими інвестиційними цілями, стратегією, історією минулих досягнень керівників фонду, а також іншими факторами, такими як, наприклад, винагорода керівництву фонду.
Зазвичай інвестиційний фонд має у своєму складі:
- керівник фонду, або інвестиційний керівник, тобто особа що здійснює інвестиційні рішення;
- адміністратор фонду, який керує комерційною діяльністю фонду, займається узгодженням тих чи інших питань між учасниками фонду, оцінює відповідність ринкової вартості тих чи інших цінних паперів їхній реальній вартості тощо;
- опікун, що є відповідальною особою за всі наявні у фонді активи і що слідкує за відповідністю діяльності фонду до законів та прийнятих правил;
- утримувачі акцій або паїв, що є власниками активів фонду та відповідних доходів;
- компанія, що займається маркетинговою діяльністю у пошуках покупців фонду.

## Історія розвитку ринку спільного інвестування у світі
Більшість дослідників вважають батьківщиною інвестиційних фондів Сполучені Штати Америки, пов'язуючи дату їхнього виникнення з створенням в 1924 році першого американського пайового фонду — Massachusetts Investory Trust.
Згідно з другою концепцією, історія інститутів спільного інвестування почалась значно раніше, ще в XIX сторіччі в Нідерландах, коли наказом короля Вільяма I в 1822 році був створений перший фонд взаємного інвестування.
Прихильники третьої точки зору вважають автором концепції спільного інвестування данського коммерсанта Едріана Ван Кетвіча, який стверджував, що диверсифікація активів збільшує привабливість інвестування для людей з малим початковим капіталом. У 1774 році Едріан Ван Кетвіч заснував інвестиціний фонд — Eendragt Maakt Magt, що перекладається як «консолідація створює прибуток». Саме цей фонд став прототипом усіх інших європейських (а потім і американських) фондів спільного інвестування. Прихильники цієї точки зору вважають першим американським фондом філадельфійський Alexander Fund, створений в 1907 році, який здійснював додаткову емісію цінних паперів два рази на рік, полегшуючи таким чином вхід нових учасників.
Важливим моментом в історії розвитку пайових фондів став 1928 рік, коли був створений Vanguard Wellington Fund — перший фонд спільного інвестування, який 100 % своїх коштів вкладав у акції та облігації (раніше фонди надавали перевагу прямому інвестуванню у виробництво чи торгівлю.
Ще одним важливим моментом в розвитку пайових фондів стала друга світова війна, після якої інвестиційні фонди почали поступово складати конкуренцію банкам та іншим фінансовим інститутам. Перед початком двадцять першого сторіччя, найбільшого поширення інвестиційні фонди набули у Великій Британії та США. На сьогодні, більше половини американських домогосподарств є вкладниками того чи іншого інвестиційного фонду.

### Історія розвитку ринку спільного інвестування в Україні
В Україні перші інвестиційні фонди з'явились порівняно недавно — у 1994 році і стали важливим механізмом започаткування в Україні процесу масової приватизації, але для класичного спільного інвестування вони не були готові. У класичному розумінні, з точки зору їхньої природи та функцій, інвестиційні фонди почали створюватись в нашій країні у 2003 році, після прийняття у 2001 році Верховною Радою України Закону «Про інститути спільного інвестування (пайові та корпоративні інвестиційні фонди)».
Впродовж наступних 5 років після прийняття цього закону, ринок вітчизняних інститутів спільного інвестування продемонстрував позитивну динаміку зростання та забезпечував інвесторам достатньо високий рівень інвестиційного доходу, який перевищував дохідність банківських депозитів. Таким чином, з'явилась нова для українського інвестора можливість вкладення своїх заощаджень з метою їхнього приросту, альтернативна звичним банківським депозитам.
Проте слід зазначити, що світова фінансова криза, що вибухнула у вересні 2008 року суттєво вплинула на динаміку розвитку ринку. Галопуюче падіння індексів призвело до стрімкого зменшення вартості активів і інвестори масово почали виводити кошти з фондів. У 2009 році, за рахунок низького рівня індексів на початку року та небезпеки суверенного дефолту України — словом, усіх негативних очікувань, які не справдилися, інвестиційні фонди показали негативну дохідність.

## Інвестиційні фонди в Україні
В Україні інвестиційні фонди звуться Інститути Спільного Інвестування (ІСІ). Інститут спільного інвестування (ІСІ) — це інвестиційний фонд, який провадить діяльність зі спільного інвестування — об'єднання (залучення) грошових коштів інвесторів з метою отримання прибутку від вкладення їх у цінні папери інших емітентів, корпоративні права та нерухомість. В Україні юридично активи Інститутів Спільного Інвестування мають контролюватися компаніями керування активами (ККА) (альтернативна назва компанія з управління активами (КУА)). В Україні діяльність ІСІ регулюється Законом України «Про інститути спільного інвестування (пайові та корпоративні інвестиційні фонди)». Згідно з даними порталу Української Асоціації Інвестиційного Бізнесу (УАІБ) [Архівовано 4 вересня 2012 у Wayback Machine.] в Україні є понад 1000 інвестиційних фондів.

### Інститути спільного інвестування
Залежно від форми організації ІСІ поділяються на:
- пайові інвестиційні фонди;
- корпоративні інвестиційні фонди.
- венчурні інвестиційні фонди.

#### Пайовий ІСІ[2]
Пайови́й інвестиці́йний фо́нд (ПІФ) — це інвестиційний фонд, активи якого належать інвесторам на правах спільної часткової власності, та перебувають в управлінні компанії з управління активами (КУА) і враховуються окремо від результатів її господарської діяльності.

#### Корпоративний ІСІ[3]
Корпорати́вні інвестиці́йні фо́нди (КІФ) — це інститут спільного інвестування, який створюється у формі публічного акціонерного товариства і проводить діяльність виключно зі спільного інвестування.
Корпоративний інвестиційний фонд:
- юридична особа у формі публічного акціонерного товариства (ПАТ);
- статутний капітал фонду формується за рахунок грошових коштів, державних цінних паперів та цінних паперів інших емітентів, що допущені до торгів на фондовій біржі або торговельно-інформаційній системі та об'єктів нерухомості, збільшення статутного капіталу здійснюється виключно за рахунок грошових коштів;
- не менше 70 % середньорічної вартості активів повинно інвестуватись у цінні папери;
- управління фондом (відповідно, його активами) здійснює Компанія з управління активами (КУА) на підставі договору, органи управління фонду такі, як у ВАТ — загальні збори акціонерів та наглядова (спостережна) рада.

#### Венчурний інвестиційний фонд
Венчурний інвестиційний фонд — це корпоративний або пайовий недиверсифікований інвестиційний фонд, активи якого більше, ніж на 50 % складаються з корпоративних прав і цінних паперів, які не котируються на фондових біржах, здійснює виключно приватне розміщення емітованих ним цінних паперів і провадить досить ризиковану інвестиційну стратегію, зокрема, інвестиції у інноваційні проекти.

### Різновиди ІСІ

#### За порядком здійснення діяльності
Інвестиційні фонди бувають відкритими, закритими і інтервальними. Залежно від порядку здійснення діяльності ІСІ поділяються на три типи:
- відкриті — якщо фонд або його КУА беруть на себе зобов'язання у будь-який час здійснювати викуп на вимогу інвестора цінних паперів, емітованих цим фондом (або його компанією з управління активами); відкри́тий інвестиційний фонд створюється на невизначений час і здійснює викуп своїх інвестиційних сертифікатів у терміни, встановлені статутними документами фонду.
- закриті — якщо фонд або його КУА не беруть на себе зобов'язання щодо викупу цінних паперів, емітованих цим ІСІ (або його компанією з управління активами) до моменту припинення цього фонду. закри́тий інвестиційний фонд створюється на визначений час і здійснює викуп своїх інвестиційних сертифікатів після закінчення терміну своєї діяльності.
- інтервальні — якщо фонд або його КУА беруть на себе зобов'язання здійснювати викуп на вимогу інвестора цінних паперів, емітованих цим ІСІ (або його компанією з управління активами) протягом обумовленого у проспекті емісії строку, але не рідше одного разу на рік:
  - Викуповує свої цінні папери в терміни, які вказані в проспекті емісії, але не рідше аніж один раз на рік
  - За цінними паперами дивіденди не нараховуються
  - Чисті активи розраховуються на день прийому заявок на розміщення або викуп цінних паперів, але не рідше аніж один раз щоквартально
  - При проведенні відкритої передплати — не менше 10% активів містяться в д/с

#### За періодом діяльності
За періодом діяльності ІСІ поділяються на строкові та безстрокові:
- строковий ІСІ — створюється на певний термін, зазначений у проспекті емісії цінних паперів цього ІСІ, після закінчення якого зазначений ІСІ припиняє свою діяльність;
- безстроковий ІСІ — створюється на невизначений час.

ІСІ закритого типу може бути лише строковим.

#### За структурою активів
Залежно від структури активів, ІСІ поділяються на :
- диверсифіковані ІСІ — інвестиційні фонди, структура активів яких відповідає спеціальним вимогам законодавства, що направлені на зменшення ризику вкладників, зокрема, не більше 5 % активів в цінні папери одного емітента;
- недиверсифіковані ІСІ — інвестиційні фонди, структура активів яких не відповідає спеціальним вимогам. Відсутність обмежень, встановлених вимогами, дає можливість здійснювати гнучкіше управління активами.
- спеціалізовані ІСІ - інвестують активи виключно у визначені Законом №5080-VI активи.  До спеціалізованих інститутів спільного інвестування належать інвестиційні фонди таких класів:  1) фонди грошового ринку;  2) фонди державних цінних паперів;  3) фонди облігацій;  4) фонди акцій;  5) індексні фонди;  6) фонди банківських металів.
- кваліфікаційні ІСІ - інвестують активи виключно в один із кваліфікаційних класів активів та кошти, а також не має будь-яких вимог до структури активів.  До кваліфікаційних належать такі класи активів:  1) об’єднаний клас цінних паперів;  2) клас нерухомості;  3) клас рентних активів;  4) клас кредитних активів;  5) клас біржових товарних активів;  6) інші класи активів, які Комісія може вводити та відносити до кваліфікаційних.

Відкриті та інтервальні ІСІ можуть бути  диверсифікованими, спеціалізованими, кваліфікаційними.
Фізичні особи не можуть бути учасникам венчурних КІФ та ПІФ, а також недиверсифікованих ПІФ.
Біржовим ІСІ є інститут спільного інвестування, проспектом емісії цінних паперів якого передбачається, що:
1) цінні папери такого інституту підлягають обов’язковому обігу на фондовій біржі, визначеній проспектом емісії;
2) придбання цінних паперів під час їх первинного розміщення чи продаж емітентом раніше викуплених цінних паперів або пред’явлення до викупу цінних паперів такого інституту здійснюється учасниками такого інституту чи інвесторами через андеррайтера таких цінних паперів або андеррайтером за власний рахунок чи за рахунок його клієнтів;
3) андеррайтер цінних паперів такого інституту зобов’язаний підтримувати котирування (ціни попиту та пропозиції) таких цінних паперів на визначеній проспектом емісії фондовій біржі;
4) оплата цінних паперів такого інституту під час їх продажу або викупу емітентом може здійснюватися у відповідній пропорції активами, визначеними інвестиційною декларацією зазначеного інституту.

## Законодавство
- Указ президента України: Про інвестиційні фонди та інвестиційні компанії, 19 лютого 1994 року [Архівовано 14 вересня 2013 у Wayback Machine.]
- Закон України «Про інститути спільного інвестування (пайові та корпоративні інвестиційні фонди)» [Архівовано 23 січня 2022 у Wayback Machine.]
- Закон України «Про цінні папери та фондовий ринок» [Архівовано 23 січня 2022 у Wayback Machine.]
- Закон України «Про акціонерні товариства» [Архівовано 21 січня 2022 у Wayback Machine.]
- Постанова Верховної Ради України «Про Концепцію функціонування і розвитку фондового ринку в Україні»
- Указ Президента України «Про державну комісію з цінних паперів і фондового ринку» [Архівовано 26 січня 2022 у Wayback Machine.]